# Gerd E. Schäfer (Pädagoge)
Gerd E. Schäfer (* 26. September 1942 in Regensburg) ist emeritierter Professor der Pädagogik der frühen Kindheit an der Universität zu Köln sowie Professor im Bereich Bildung und Erziehung in der frühen Kindheit an der Hochschule für Künste in Bremen. In seinen wissenschaftlichen Arbeiten befasst er sich mit ästhetischer Bildung und Spiel, der frühkindlichen Bildungsforschung und dem Naturwissen der Kinder.

## Ausbildung und Beruf
Schäfer machte sein Abitur an einem naturwissenschaftlichen Gymnasium und begann seine berufliche Laufbahn mit einem Lehrer- und Sonderschullehrstudium. Er absolvierte zudem ein Studium in Pädagogik, Psychologie und Philosophie. Nach seinem Studium promovierte und habilitierte er im Bereich Allgemeine Erziehungswissenschaft.
1985 wurde er Professor für Elementar- und Grundschulpädagogik in Augsburg.
Seit 1997 ist Schäfer Professor für Allgemeine Erziehungswissenschaft und Pädagogik der frühen Kindheit, Familie und Jugend in Köln. Dort betreute er den Diplomstudiengang Pädagogik der frühen Kindheit und Familie. Im April 2009 beendete er seine Arbeit an der Uni zu Köln und ging in den Ruhestand.
Mit dem Sommersemester 2010 nahm er eine Professur an der Hochschule für Künste in Bremen wahr, und seit dem Wintersemester 2011/2012 ist er zusätzlich Gastprofessor an der Universität Wien.

### Wichtige Projekte der letzten fünf Jahre
- Entwurf für eine Bildungsvereinbarung in NRW. Expertise zu den wissenschaftlichen Grundlagen frühkindlicher Bildung für das Land NRW.
- Modellprojekt „Wirklichkeit und Phantasie“ in Thüringen; Ziel: Entwicklung und Umsetzung von Bildungskonzepten in Kindertagesstätten;
- Professionalisierungsprojekt für vier Modelleinrichtungen.
- Modellprojekt „Professionalisierung frühkindlicher Bildung“ in NRW; Ziel: Entwicklung eines Beobachtungsmodells, Umsetzung von Bildungskonzepten in Kindertagesstätten, Entwicklung von didaktischen Materialien; Professionalisierungsprojekt für 10 Modelleinrichtungen.
- Qualitätsentwicklung für den Alternativen Wohlfahrtsverband, SOAL, Hamburg, seit 2003 fortdauernd.
- Naturwerkstatt Mülheim/Ruhr; Ziel: Naturwissen von Kindern – ethnografische Beobachtungen; Entwicklung von didaktischen Konzepten für Kinder von 2 bis 7; Entwicklung von Fortbildungsmaterial für eine elementare Didaktik des Naturwissens.[2]

## Werk und Theorie
Schäfer stellte 1995 in seinem Buch Bildungsprozesse im Kindesalter seine Theorie des kindlichen Bildungsprozesses vor. Sein Werk beruht auf der Annahme, dass die Bildung eines Kindes bereits mit der Geburt beginnt, die Bildungsprozesse in der frühen Kindheit ganzheitlich sind und sich diese im unmittelbaren, natürlichen Umfeld des Kindes vollziehen. Der zentrale Gedanke ist, dass ein Kind schon von Beginn an über eine Grundausstattung an Wahrnehmungs- und Kommunikationsfähigkeit verfügt und mit dem Eintreten der Entwicklung von Neugier und Interesse aus eigenem Antrieb lernt.
Lange Zeit wurde vom Gegenteiligen ausgegangen, dass nämlich Säuglinge passive und hilflose Wesen seien, unfähig, die Zusammenhänge der Welt um sich herum zu begreifen. Die heutige Säuglings- und Gehirnforschung beweist, dass Neugeborene bereits über erstaunliche rezeptive, kognitive und soziale Fähigkeiten verfügen. Schäfer spricht vom kompetenten Säugling und Kleinkind und fordert, dass die frühe Kindheit im Bildungssystem berücksichtigt wird, da sie das Fundament der Bildungsbiographie sei.
Er stellt fest, dass Bildung ein offener, lebenslanger und aktiver Konstruktionsprozess des Individuums sei. Dabei müssten Eltern sich darüber im Klaren sein, dass frühkindliche Bildungsprozesse nicht erzwungen werden können. Der Bildungsprozess vollziehe sich durch die Verarbeitung von äußeren Informationen und Impulsen im Individuum selbst. Jedoch seien sie dabei auf die Unterstützung ihrer Eltern oder eines verlässlichen Erwachsenen angewiesen. Diese Unterstützung könnten Erwachsene durch die Gestaltung der Lernumwelt des Kindes sowie über die Gestaltung von Interaktionen mit anderen schaffen. Dies schließe eine genaue Beobachtung der Interessen und Aktivitäten des Kindes ein sowie sich auf Fragen und Deutungsversuche einzulassen.
Methoden und Lehrformen wie Belehrung, Instruktion und Wissensvermittlung würden den kindlichen Bedürfnissen nicht gerecht. Kinder wollten selbst forschen und entdecken, das Erlernen von Dingen sei von der inneren Motivation abhängig und geschehe über Handlungen und Erfahrungen.

### Thesen zur frühkindlichen Bildung
Schäfer stellte zehn Thesen zur frühkindlichen Bildung auf, welche verdeutlichen sollen, dass der Bildungsbegriff von ihm als ein strategischer Begriff angesehen wird, da somit spezifische frühkindliche Aufgaben des Selbst- und Weltverständnisses betont werden. Seine ersten vier Thesen resümieren und erweitern Gedanken, die der Pädagoge bereits in seinen Arbeiten zum Bildungsprozess im Kindesalter und zur sinnlichen Erfahrung bei Kindern diskutiert. In den weiteren Thesen werden Leitmotive gegenwärtiger Untersuchungen skizziert. Seine zehn Thesen sind:
- Frühkindliche Bildung ist Selbst-Bildung
- Frühkindliche Bildung sucht nach Bedeutungen
- Frühkindliche Bildung ist ästhetische Bildung
- Frühkindliche Bildung ist komplex
- Frühkindliche Bildung beruht auf Beziehungen
- Frühkindliche Bildung erzeugt innere Bilder
- Frühkindliche Bildung ist notwendig kreativ
- Frühkindliche Bildung hat mit innerer Verarbeitung zu tun
- Frühkindliche Bildung ist ein sozialer Prozess
- Frühkindliche Bildung braucht die Unterstützung der Erwachsenen

### Dimensionen des frühkindlichen Bildungsprozess
Schäfer unterscheidet zwischen zwei grundlegenden verschiedenen Perspektiven von Bildungsprozessen. Zum einen den Prozess der Selbst-Bildung, welcher sich auf das Hervorbringen eines Subjekts bezieht und sowohl individuell wie auch allgemein ist. Zum anderen den Prozess des bildenden Lernens. Dieser bezieht sich auf den Lernprozess eines Menschen im Laufe seines Lebens, genauer gesagt auf die Ausgestaltung des Menschen und seiner Wirklichkeitsbeziehungen durch die Begegnung mit immer neuen Wirklichkeiten.
In beiden Ebenen lassen sich jeweils drei Dimensionen darstellen. Die ersten drei Dimensionen befassen sich mit der Selbst-Bildung des kindlichen Subjekts, die drei weiteren dementsprechend mit dem bildenden Lernprozess:
1. Die emotionale Dimension eines sich entwickelnden Selbst;
2. Die Dimension der Verselbstständigung innerhalb eines Dialogs zwischen Kind(ern) und Pflegeperson(en);
3. Die Dimension der Erwartungen durch Phantasien von Erwachsenen und Gesellschaft, die den Raum der Wirklichkeit des Kindes strukturieren.
4. Die Dimension der frühen kognitiven Kompetenzen;
5. Die Dimension eines intermediären Bereichs;
6. Die emotionale Dimension der Grenzerlebnisse, des partiellen Scheiterns an, oder des Überschreitens von Grenzen.

In Schäfers aufgestellter Theorie des frühkindlichen Bildungsprozess müssen alle diese Perspektiven gleichermaßen umfasst werden, dabei muss auch die Art und Weise der Integration unterschiedlicher Dimensionen betrachtet werden.

### Sprachentwicklung als kindlicher Bildungsprozess
Die Sprachentwicklung bezogen auf den kindlichen Bildungsprozess stellt in den Vordergrund, wie Sprechen das kindliche Denken und die Art und Weise der kindlichen Welterfahrung verändert.
Schäfer ist der Meinung, dass für den Eintritt des Kindes in die Sprache das Kind einen Vorrat von Erfahrungszusammenhängen haben muss. Auf der Handlungsebene müssen diese Erfahrungszusammenhänge dann sinnvoll geordnet werden, damit das Sprechen ebenfalls einen sinnvollen Zusammenhang erfasst. Den grundlegenden Aspekt der sprachlichen Bildung fasst Schäfer mit einer zentralen These zusammen: „Sprachliche Bildung gelingt nur in einer Kultur des Lernens“. Diese Kultur des Lernens muss dem Kind von Geburt an geboten werden, denn der Eintritt in die Sprache beginnt mit der Wahrnehmung. Durch sie wird das Erlernen sprachlicher Strukturen ermöglicht. Zunächst nimmt das Kind Laute, dann Wörter und schließlich ganze Sätze der Muttersprache wahr und kategorisiert diese. Indem das Kind Satzmelodien und Laute erkennt, stellt es sich auf die Muttersprache ein. Schäfer betont hier vor allem die soziale Interaktion im Umfeld eines Kindes, denn die Bedeutungen (der Wörter) werden über Gefühle erfasst, da sie diese durch Beziehungen zu anderen Personen wahrnehmen. Eine weitere Bedingung ist das Stillen der Grundbedürfnisse, wodurch die Aufmerksamkeit und Aufnahmefähigkeit steigt.
Aus der Sprachtheorie Schäfers folgt für die Erziehung eines Kindes, dass Eltern die individuellen Mitteilungen des Kindes verstehen müssen sowie das kindliche Handeln sprachlich begleiten müssen.

### Spielentwicklung als kindlicher Bildungsprozess
Schäfer misst dem Spiel eine hohe Bedeutung für den kindlichen Bildungsprozess bei, denn das Spiel ist etwas, bei dem es dem Individuum gelingt eigene Wünsche und Bedürfnisse an die Notwendigkeit der tatsächlichen Wirklichkeit anzunähern. Dabei erfüllt das Spiel drei für den Bildungsprozess wesentliche Funktionen:
1. Das Spiel soll Fertigkeiten im kognitiven Bereich fördern. Es öffnen sich spielend Felder, in denen sich Neugier, Ausprobieren und Erfindung tummeln. Die Spielspannung darf dabei weder zu hoch noch zu niedrig sein, da das Spiel sonst zum Handeln mit Ziel wird;
2. Durch so tun als ob Spiele werden Gefühle im emotionalen Bereich ausgedrückt. Das können Gefühle sein, die sie empfinden oder bereits empfunden haben und durch das Spiel vergegenwärtigt werden. Im Vordergrund steht die emotionale Beziehung zu anderen Personen und die Verarbeitung der Gefühle, wodurch das Spiel eine selbstheilende Funktion für das Kind bekommt;
3. Das Spiel fördert durch Regeln die soziale und moralische Entwicklung des Kindes. Es erlernt regelkonformes Verhalten bereits durch das Aufstellen einfacher Regeln im Kindergarten oder für ein eigens erdachtes Spiel, aber auch abstrakte Regeln sowie Regeln und Konventionen im sozialen Bereich werden während der Adoleszenz ausgetestet und erspielt.[9]

Nach Schäfer muss das Spiel aber auch wichtige Eigenschaften aufweisen wie zum Beispiel, dass es frei von äußeren Zwecken ist und keine bestimmten Ziele anstrebt sowie dass es einen psychischen Raum gibt, in dem sich das Spiel ansiedelt, welcher einem zeitlichen Raum entspricht. Das bedeutet, dass das Spiel einen Anfang und ein Ende haben muss. Des Weiteren darf der Rhythmus des Spielenden nicht gestört werden und das Spiel muss in einer ungezwungenen Umgebung stattfinden.
Zusammenfassend steht beim Spiel also die Wirklichkeitsbewältigung im Zentrum sowie der eigene Entwicklungs- und Lebensbereich, in dem das Kind seine Freiheit im Umgang mit sich und anderen übt.

## Anlehnung an Piaget
Jean Piagets Untersuchungen sind im Hinblick auf das heutige Bild vom Kind von großer Bedeutung. Der Schweizer Biologe und Pionier der kognitiven Entwicklungspsychologie hat mit Hilfe von Beobachtungen und Befragungen von Kindern drei Grundfiguren für das kindliche Denken herausgearbeitet:
1. Nur was Kinder mit ihren eigenen Mitteln und Werkzeugen ergreifen können, erfahren sie. Es bringt also nichts, Wissen in Kinder hinein zu füllen;
2. Die Aneignung von Wirklichkeiten verlangt zum einen die Anpassung der Wirklichkeit an die Muster des subjektiven Denkens, was als Assimilation bezeichnet wird. Zum anderen eine Anpassung der subjektiven Erkenntnismuster an die Muster der Wirklichkeit, die sogenannte Akkommodation.
3. Schon mit den ersten (sensomotorischen) Handlungen des Säuglings beginnt das kindliche Denken, welches zum größten Teil aus diesen verinnerlichten Handlungen besteht.

Obwohl Piagets Bild des kindlichen Denkens von den kognitiven Fähigkeiten geprägt ist und die emotionalen und sinnlichen Erfahrungen nicht in seinem Wissensbereich liegen, bildet seine Auffassung eine Grundlage für das von Schäfer vertretene Verständnis des kindlichen Bildungsprozesses. So lässt sich sein Modell der kognitiven Schemata insofern erweitern, dass es neben den kognitiven Denkanteilen auch die emotionalen und ästhetischen Aspekte enthält. Zudem ist Piagets Assimilations- und Akkomodationsmodell eine wichtige Voraussetzung für das Verständnis von der Interaktion komplexer Muster. Eine dritte wichtige Grundlage hat der Entwicklungspsychologe mit der Erforschung der kindlichen Erfahrungsbildung bis auf den Grund des sensomotorischen Nachvollzugs geschaffen. Dadurch hat er eine wesentliche, sensorische Komponente im kindlichen Bildungsprozess herausgearbeitet.